# Anastasia Grishina
Pour les articles homonymes, voir Grishina.
Anastasia Nikolayevna Grishina (en russe : Анастасия Николаевна Гришина ; née le 16 janvier 1996 à Moscou) est une gymnaste artistique russe.

## Biographie
Anastasia Grishina remporte aux Jeux olympiques d'été de 2012 à Londres la médaille d'argent du concours général par équipes féminin avec Ksenia Afanasieva, Victoria Komova, Aliya Mustafina et Maria Paseka.

## Palmarès

### Jeux olympiques
- Londres 2012
  -  médaille d'argent au concours général par équipes.

### Championnats d'Europe
- Bruxelles 2012
  -  médaille d'argent au concours général par équipes.
  -  médaille d'argent aux barres asymétriques.
  - 4e à la poutre.
  - 5e médaille au saut de cheval.

- Moscou 2013
  -  médaille de bronze au concours général individuel.
  -  médaille de bronze à la poutre.